# Selaginella lineolata
Selaginella lineolata är en mosslummerväxtart som beskrevs av John Thomas Mickel och Joseph M. Beitel.
Selaginella lineolata ingår i släktet mosslumrar och familjen mosslummerväxter. Inga underarter finns listade i Catalogue of Life.